# Basílica del Dulce Nombre de Jesús (Málaga)
La basílica del Dulce Nombre de Jesús Nazareno del Paso y María Santísima de la Esperanza, conocida simplemente como Basílica de la Esperanza, de la ciudad andaluza de Málaga (España) se encuentra ubicada en el barrio de El Perchel.
Construida en 1988, ostenta desde el 28 de mayo de 1998, junto a la Catedral de Málaga y al Santuario de la Victoria, el título de ser Basílica menor de la provincia de Málaga. En el interior de la basílica se encuentra radicada la Archicofradía del Paso y la Esperanza, que participa en la Semana Santa de Málaga.

## Situación y contexto

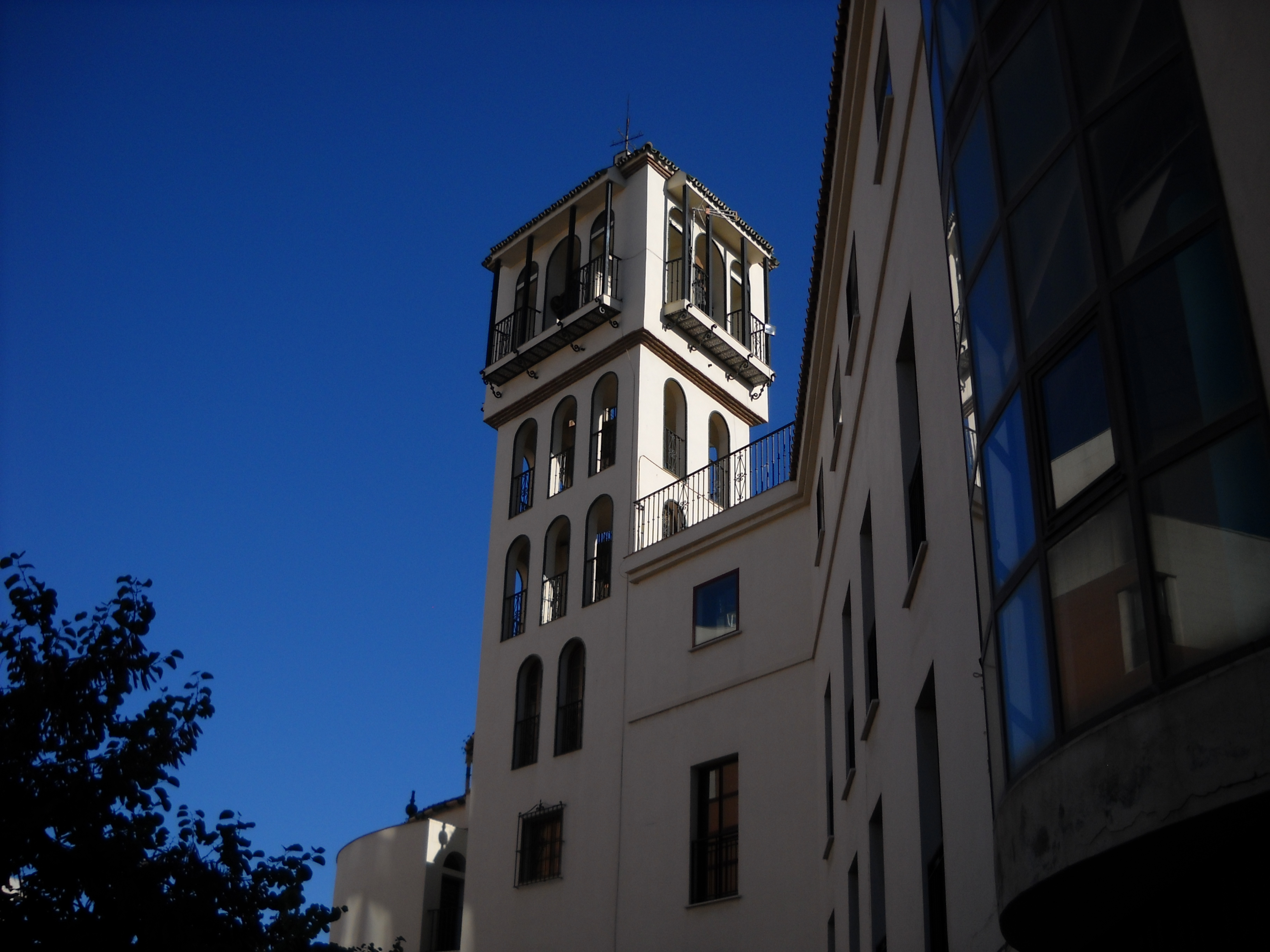
Vista de la torre.

La basílica del Dulce Nombre de Jesús se encuentra en el tradicional barrio de El Perchel, añadiendo una nota neobarroca a una zona de gran valor comercial, como son por ejemplo Armengual de la Mota o la Avenida de Andalucía, arteria de entrada a Málaga. Junto con Santo Domingo, la Iglesia de San Pedro y la Iglesia del Carmen es uno de los pocos edificios artísticos que quedan en el barrio de El Perchel. Su gran luminosidad y originalidad de las formas constituye uno de los hitos artísticos de finales del siglo XX en la provincia de Málaga.

## Reseña histórica y arquitectónica

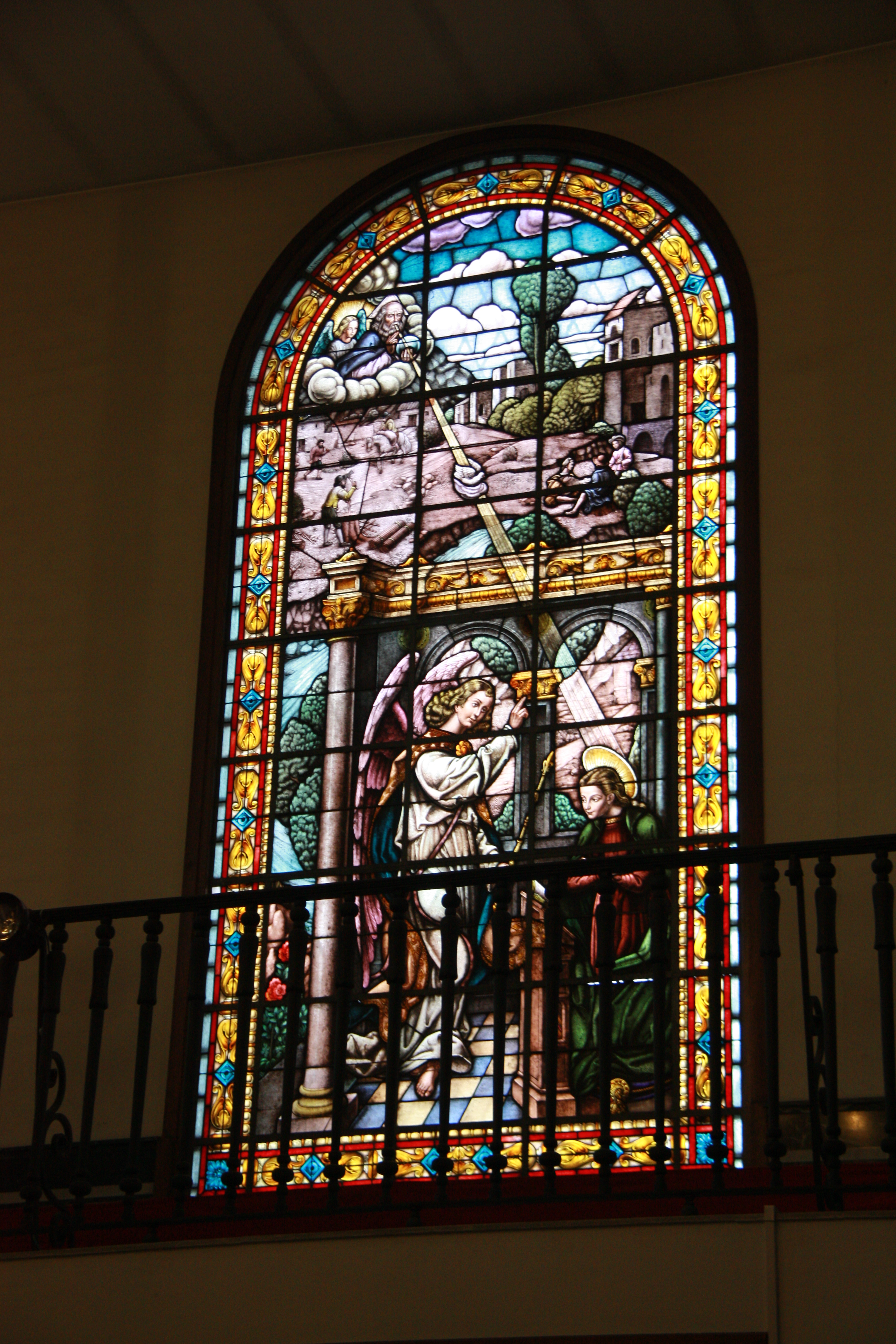
Detalle de las vidrieras.

La Archicofradía del Paso y la Esperanza, cofradía con gran pujanza en la comunidad religiosa malagueña, comenzó a finales de la década de los 70, mediante subscripción popular, la edificación de un recinto apropiado para albergar a sus titulares que hasta entonces recibían culto en la vecina Iglesia de Santo Domingo. La consagración en 1988 de la Iglesia del Dulce Nombre de Jesús supuso un gran aporte a la arquitectura de la ciudad.
Construida con un modelo de planta basilical paleocristiana, siendo la bóveda de cañón y el ábside del camarín profusamente decorada mediante alegorías marianas y los profetas mayores respectivamente, al óleo por García Ibáñez .
Además la iglesia posee una cripta bajo el altar mayor. También sobresale el monumental sagrario de plata de 150 cm.
La basílica está circundada por seis murales de azulejería andaluza que presentan escenas marianas del Nuevo Testamento: la Encarnación, la Visitación, el Nacimiento, las bodas de Caná, la Coronación de la Virgen y María junto a la Cruz, en todas ellas la imagen de Nuestra Señora viste de verde (símbolo de la esperanza) y tiene las facciones de la titular mariana de la archicofradía, así como el Señor.

## El conflicto del altar mayor
Debido al esfuerzo económico de la cofradía, la iglesia en un principio presentaba un camarín desnudo en un ábside inmenso. Se ha intentado solucionar la situación de manera transitoria mediante lampararios y cortinajes. Pero la acumulación de elementos accesorios no han evitado que las imágenes estén empequeñecidas en un ábside de 20 metros. Además la solución es complicada debido a la situación de las imágenes una junto a la otra, a pesar de ser estilos completamente diferentes, siendo el Nazareno del Paso una obra sobresaliente de la escultura realista del siglo XX de las gubias de Mariano Benlliure y la dolorosa una soberbia imagen procedente del círculo de Pedro de Mena en pleno barroco andaluz.[cita requerida]